# Coppa asiatica maschile di pallavolo 2014
La Coppa asiatica maschile di pallavolo 2014 si è svolta dal 18 al 24 agosto 2014 a Almaty, in Kazakistan: al torneo hanno partecipato otto squadre nazionali asiatiche ed oceaniane e la vittoria finale è andata per la prima volta alla Corea del Sud.

## Impianti
|                                                                                 |  |  |
|                                                                                 |  |  |
| Baluan Sholak Sports Palace Città: Almaty Capienza: 5 000 Anno d'apertura: 1967 |  |  |

## Regolamento
Le squadre hanno disputato una prima fase a gironi con formula del girone all'italiana; al termine della prima fase tutte le squadre hanno acceduto alla fase finale per il primo posto, strutturata in quarti di finale, semifinali, finale per il terzo posto e finale. Le squadre sconfitte ai quarti di finale della fase finale per il primo posto hanno acceduto alla fase finale per il quinto posto, strutturata in semifinali, finale per il settimo posto e finale per il quinto posto.

## Squadre partecipanti
| Squadra       | Qualificazione                             | Ultima partecipazione |
| ------------- | ------------------------------------------ | --------------------- |
| Australia     | 5ª al campionato asiatico e oceaniano 2013 | Vietnam 2012          |
| Cina          | 1ª alla Coppa asiatica 2012                | Vietnam 2012          |
| Corea del Sud | 2ª al campionato asiatico e oceaniano 2013 | Vietnam 2012          |
| Giappone      | 3ª alla Coppa asiatica 2012                | Vietnam 2012          |
| India         | 7ª al campionato asiatico e oceaniano 2013 | Vietnam 2012          |
| Iran          | 2ª alla Coppa asiatica 2012                | Vietnam 2012          |
| Kazakistan    | Paese organizzatore                        | Iran 2010             |
| Thailandia    | 6ª al campionato asiatico e oceaniano 2013 | Thailandia 2008       |

## Torneo

### Fase a gironi
| Girone A      | Girone B   |
| ------------- | ---------- |
| Corea del Sud | Australia  |
| Giappone      | Cina       |
| India         | Iran       |
| Kazakistan    | Thailandia |

#### Girone A

##### Risultati
| 18 agosto 2014 Baluan Sholak Sports Palace, Almaty Durata: 1h:50 - Spettatori: 1 000 | Corea del Sud | 3 - 1 | Giappone      | 25-19, 26-28, 25-11, 25-17 |
| 18 agosto 2014 Baluan Sholak Sports Palace, Almaty Durata: 1h:15 - Spettatori: 2 300 | Kazakistan    | 0 - 3 | India         | 23-25, 17-25, 19-25        |
| 19 agosto 2014 Baluan Sholak Sports Palace, Almaty Durata: 1h:15 - Spettatori: 800   | Giappone      | 0 - 3 | India         | 11-25, 25-27, 23-25        |
| 19 agosto 2014 Baluan Sholak Sports Palace, Almaty Durata: 1h:19 - Spettatori: 2 300 | Corea del Sud | 3 - 0 | Kazakistan    | 25-22, 25-14, 25-22        |
| 20 agosto 2014 Baluan Sholak Sports Palace, Almaty Durata: 1h:55 - Spettatori: 800   | India         | 1 - 3 | Corea del Sud | 25-22, 22-25, 21-25, 22-25 |
| 20 agosto 2014 Baluan Sholak Sports Palace, Almaty Durata: 1h:17 - Spettatori: 2 000 | Kazakistan    | 3 - 0 | Giappone      | 25-19, 25-12, 27-25        |

##### Classifica
| Pos | Squadra       | Pt | G | V | P | SV | SP | Ratio | PF  | PS  | Ratio |
| --- | ------------- | -- | - | - | - | -- | -- | ----- | --- | --- | ----- |
| 1   | Corea del Sud | 9  | 3 | 3 | 0 | 9  | 2  | 4.500 | 273 | 223 | 1.224 |
| 2   | India         | 6  | 3 | 2 | 1 | 7  | 3  | 2.333 | 242 | 215 | 1.126 |
| 3   | Kazakistan    | 3  | 3 | 1 | 2 | 3  | 6  | 0.500 | 194 | 206 | 0.942 |
| 4   | Giappone      | 0  | 3 | 0 | 3 | 1  | 9  | 0.111 | 190 | 255 | 0.745 |

#### Girone B

##### Risultati
| 18 agosto 2014 Baluan Sholak Sports Palace, Almaty Durata: 2h:08 - Spettatori: 600   | Iran       | 3 - 2 | Thailandia | 23-25, 25-16, 20-25, 25-19, 18-16 |
| 18 agosto 2014 Baluan Sholak Sports Palace, Almaty Durata: 1h:12 - Spettatori: 1 000 | Cina       | 3 - 0 | Australia  | 25-21, 25-22, 25-21               |
| 19 agosto 2014 Baluan Sholak Sports Palace, Almaty Durata: 1h:22 - Spettatori: 500   | Australia  | 0 - 3 | Thailandia | 14-25, 20-25, 27-29               |
| 19 agosto 2014 Baluan Sholak Sports Palace, Almaty Durata: 1h:13 - Spettatori: 400   | Cina       | 0 - 3 | Iran       | 21-25, 14-25, 15-25               |
| 20 agosto 2014 Baluan Sholak Sports Palace, Almaty Durata: 1h:52 - Spettatori: 300   | Iran       | 3 - 1 | Australia  | 25-13, 28-30, 25-23, 25-20        |
| 20 agosto 2014 Baluan Sholak Sports Palace, Almaty Durata: 2h:01 - Spettatori: 400   | Thailandia | 2 - 3 | Cina       | 25-19, 22-25, 25-18, 22-25, 13-15 |

##### Classifica
| Pos | Squadra    | Pt | G | V | P | SV | SP | Ratio | PF  | PS  | Ratio |
| --- | ---------- | -- | - | - | - | -- | -- | ----- | --- | --- | ----- |
| 1   | Iran       | 8  | 3 | 3 | 0 | 9  | 3  | 3.000 | 289 | 237 | 1.219 |
| 2   | Cina       | 5  | 3 | 2 | 1 | 6  | 5  | 1.200 | 227 | 246 | 0.923 |
| 3   | Thailandia | 5  | 3 | 1 | 2 | 7  | 6  | 1.167 | 287 | 274 | 1.047 |
| 4   | Australia  | 0  | 3 | 0 | 3 | 1  | 9  | 0.111 | 211 | 257 | 0.821 |

### Fase finale

#### Finali 1º e 3º posto
|  | Quarti        | Quarti        |               |            | Semifinale         | Semifinale         |  |  | Finale 1º/2º posto | Finale 1º/2º posto |
|  |               |               |               |            |                    |                    |  |  |                    |                    |
|  |               |               |               |            |                    |                    |  |  |                    |                    |
|  |               |               |               |            |                    |                    |  |  |                    |                    |
|  | Iran          | 3             |               |            |                    |                    |  |  |                    |                    |
|  | Iran          | 3             |               |            |                    |                    |  |  |                    |                    |
|  | Giappone      | 0             |               |            |                    |                    |  |  |                    |                    |
|  | Giappone      | 0             | Iran          | 1          |                    |                    |  |  |                    |                    |
|  |               |               | Iran          | 1          |                    |                    |  |  |                    |                    |
|  |               | India         | 3             |            |                    |                    |  |  |                    |                    |
|  | India         | India         | 3             | 3          |                    |                    |  |  |                    |                    |
|  | India         |               |               | 3          |                    |                    |  |  |                    |                    |
|  | Thailandia    | 0             |               |            |                    |                    |  |  |                    |                    |
|  | Thailandia    | 0             | India         | 0          |                    |                    |  |  |                    |                    |
|  |               |               | India         | 0          |                    |                    |  |  |                    |                    |
|  |               | Corea del Sud | 3             |            |                    |                    |  |  |                    |                    |
|  | Corea del Sud | Corea del Sud | 3             | 3          |                    |                    |  |  |                    |                    |
|  | Corea del Sud |               |               | 3          |                    |                    |  |  |                    |                    |
|  | Australia     | 1             |               |            |                    |                    |  |  |                    |                    |
|  | Australia     | 1             | Corea del Sud | 3          | Finale 3º/4º posto | Finale 3º/4º posto |  |  |                    |                    |
|  |               |               | Corea del Sud | 3          | Finale 3º/4º posto | Finale 3º/4º posto |  |  |                    |                    |
|  |               | Kazakistan    | 0             |            |                    |                    |  |  |                    |                    |
|  | Cina          | Kazakistan    | 0             | 2          | Iran               | 1                  |  |  |                    |                    |
|  | Cina          |               |               | 2          | Iran               | 1                  |  |  |                    |                    |
|  | Kazakistan    | 3             |               | Kazakistan | 3                  |                    |  |  |                    |                    |
|  | Kazakistan    | 3             |               |            | 3                  |                    |  |  |                    |                    |
|  |               |               |               |            |                    |                    |  |  |                    |                    |
|  |               |               |               |            |                    |                    |  |  |                    |                    |

##### Quarti di finale
| 22 agosto 2014 Baluan Sholak Sports Palace, Almaty Durata: - Spettatori: | Corea del Sud | 3 - 1 | Australia  | 26-28, 26-24, 25-19, 25-19        |
| 22 agosto 2014 Baluan Sholak Sports Palace, Almaty Durata: - Spettatori: | Iran          | 3 - 0 | Giappone   | 25-20, 25-14, 25-18               |
| 22 agosto 2014 Baluan Sholak Sports Palace, Almaty Durata: - Spettatori: | India         | 3 - 0 | Thailandia | 25-19, 25-23, 26-24               |
| 22 agosto 2014 Baluan Sholak Sports Palace, Almaty Durata: - Spettatori: | Cina          | 2 - 3 | Kazakistan | 20-25, 22-25, 32-30, 25-21, 13-15 |

##### Semifinali
| 23 agosto 2014 Baluan Sholak Sports Palace, Almaty Durata: 2h:14 - Spettatori: 1 200 | Iran          | 1 - 3 | India      | 25-20, 27-29, 29-31, 25-27 |
| 23 agosto 2014 Baluan Sholak Sports Palace, Almaty Durata: 1h:18 - Spettatori: 2 000 | Corea del Sud | 3 - 0 | Kazakistan | 25-17, 25-19, 25-18        |

##### Finale 3º posto
| 24 agosto 2014 Baluan Sholak Sports Palace, Almaty Durata: 1h:41 - Spettatori: 2 000 | Iran | 1 - 3 | Kazakistan | 23-25, 25-17, 19-25, 16-25 |

##### Finale
| 24 agosto 2014 Baluan Sholak Sports Palace, Almaty Durata: 1h:28 - Spettatori: 3 000 | India | 0 - 3 | Corea del Sud | 23-25, 21-25, 25-27 |

#### Finali 5º e 7º posto
|  | Semifinali | Semifinali | Semifinali |      |          | Finale 5º/6º posto | Finale 5º/6º posto | Finale 5º/6º posto |  |
|  |            |            |            |      |          |                    |                    |                    |  |
|  | Giappone   | Giappone   | 3          |      |          |                    |                    |                    |  |
|  | Giappone   | Giappone   | 3          |      |          |                    |                    |                    |  |
|  | Thailandia | Thailandia | 2          |      |          |                    |                    |                    |  |
|  | Thailandia | Thailandia | 2          |      | Giappone | Giappone           | 1                  |                    |  |
|  |            |            |            |      | Giappone | Giappone           | 1                  |                    |  |
|  |            |            | Cina       | Cina | 3        |                    |                    |                    |  |
|  | Australia  | Australia  | Cina       | Cina | 3        | 1                  |                    |                    |  |
|  | Australia  | Australia  |            |      |          | 1                  |                    |                    |  |
|  | Cina       | Cina       | 3          |      |          | Finale 7º/8º posto | Finale 7º/8º posto | Finale 7º/8º posto |  |
|  | Cina       | Cina       | 3          |      |          |                    |                    |                    |  |
|  |            |            |            |      |          |                    |                    |                    |  |
|  |            |            |            |      |          | Thailandia         | Thailandia         | 0                  |  |
|  |            |            |            |      |          | Thailandia         | Thailandia         | 0                  |  |
|  |            |            |            |      |          | Australia          | Australia          | 3                  |  |

##### Semifinali
| 23 agosto 2014 Baluan Sholak Sports Palace, Almaty Durata: 2h:05 - Spettatori: 300 | Giappone  | 3 - 2 | Thailandia | 25-23, 26-24, 23-25, 16-25, 15-11 |
| 23 agosto 2014 Baluan Sholak Sports Palace, Almaty Durata: 2h:00 - Spettatori: 600 | Australia | 1 - 3 | Cina       | 22-25, 33-31, 20-25, 22-25        |

##### Finale 7º posto
| 24 agosto 2014 Baluan Sholak Sports Palace, Almaty Durata: 1h:19 - Spettatori: 200 | Thailandia | 0 - 3 | Australia | 22-25, 23-25, 13-25 |

##### Finale 5º posto
| 24 agosto 2014 Baluan Sholak Sports Palace, Almaty Durata: 1h:44 - Spettatori: 700 | Giappone | 1 - 3 | Cina | 20-25, 25-21, 12-25, 23-25 |

## Podio

### Campione
Formazione: 1 Song, 2 Han, 4 Shin, 6 Lee, 8 Park S.h., 9 Kwak, 10 Bu, 11 Choi Min-ho, 12 Jeon, 13 Park C.w., 17 Seo, 19 Jeong, CT: Park K.w.

### Secondo posto
Formazione: 1 Govindarajan, 3 M. Singh, 4 R. Singh, 6 Vinith, 10 Khoiwal, 12 N. Singh, 13 Ranganathan, 14 Kanagaraj, 16 Ukkrapandian, 17 G. Singh, 18 Jacob, 19 Lavmeet, CT: Sridharan

### Terzo posto
Formazione: 2 A. Kuznetsov, 3 Yudin, 4 Stolnikov, 5 S. Kuznetsov, 6 Baibekov, 7 Gorbatkov, 8 Gabdulin, 9 Imangaliyev, 12 Kadirkhanov, 17 Radkevich, 18 Vorivodin, 19 Mamedov, CT: Patrakov

## Classifica finale
| Pos | Squadre       | Qualificazione    |
| --- | ------------- | ----------------- |
|     | Corea del Sud |                   |
|     | India         |                   |
|     | Kazakistan    | World League 2015 |
| 4   | Iran          |                   |
| 5   | Cina          |                   |
| 6   | Giappone      |                   |
| 7   | Australia     |                   |
| 8   | Thailandia    |                   |

## Premi individuali
| Premio                | Nome                  | Squadra       |
| --------------------- | --------------------- | ------------- |
| MVP                   | Seo Jae-duck          | Corea del Sud |
| Miglior palleggiatore | Han Sun-soo           | Corea del Sud |
| Miglior opposto       | Seo Jae-duck          | Corea del Sud |
| Miglior schiacciatore | Sinnadhu Prabagaran   | India         |
| Miglior schiacciatore | Saeid Shiroud         | Iran          |
| Miglior centrale      | Govindarajan Vaishnav | India         |
| Miglior centrale      | Mostafa Sharifat      | Iran          |
| Miglior libero        | Kairat Baibekov       | Kazakistan    |